# Свидание (романтическое)
Свида́ние (или романти́ческое свида́ние) — заранее условленная встреча двух влюблённых; вообще встреча двух человек, ищущих знакомства, взаимных отношений. В самом общем смысле это встреча двух человек, налаживающих взаимоотношения и изучающих, совместимы ли они для провождения времени вместе как пара. Они могут иметь, а могут не иметь сексуальных отношений друг с другом.
В социологии рассматривается как одна из форм социального взаимодействия, часть института ухаживания, цель которой оценить друг друга на пригодность в качестве партнёра для интимных отношений или брачного союза. Этот период ухаживания иногда рассматривается как предшественник помолвки или брака.
Значительно различаются от страны к стране принятые практики и обычаи романтического свидания, а также термины, используемые для его описания.

## В истории
С точки зрения истории человека в цивилизации, свидание как институт относительно новое явление, которое в основном возникло в последние несколько веков. С точки зрения антропологии и социологии, свидание связано с другими институтами, такими как брак и семья, которые также быстро менялись и подвергались влияниям, в том числе от достижений в области технологий и медицины. Как люди развились из охотников-собирателей в цивилизованное общество и совсем недавно в современное общество, так и в отношениях между мужчинами и женщинами произошли существенные изменения, с, пожалуй, единственной биологической постоянной, заключающейся в том, что взрослые женщины и мужчины должны вступать в половые отношения для производства потомства (хотя и это меняется с появлением «детей из пробирки», экстракорпорального оплодотворения и тому подобного).

Художник Ф. Б. Дикси
«Ромео и Джульетта»

С развитием современного общества во многих западных странах всё чаще свидание становилось самоорганизованной деятельностью двух молодых людей, встречающихся как пара на публике вместе.
Свидания могут значительно различаться в зависимости от национальности, обычаев, религиозного воспитания, технологий и социального класса, также есть важные исключения относительно личных свобод, оставшиеся во многих странах, до сих пор практикующих договорные браки, требование приданого и запрещающих однополые пары. И поныне в некоторых частях мира, таких как Южная Азия и многие регионы Среднего Востока, нахождение на публике с другим человеком как пара не только не приветствуется, но даже может привести к социальному остракизму в отношении обоих.
В XX веке свидание иногда рассматривалось как предшественник брака, но могло быть и самоцелью, то есть неформальной социальной деятельностью, похожей на дружбу. В основном человек участвовал в свиданиях только некоторую часть жизни в добрачном возрасте, но, так как брак стал менее постоянным с появлением развода, свидание также может произойти и в другом возрасте на протяжении жизни людей.

## На практике

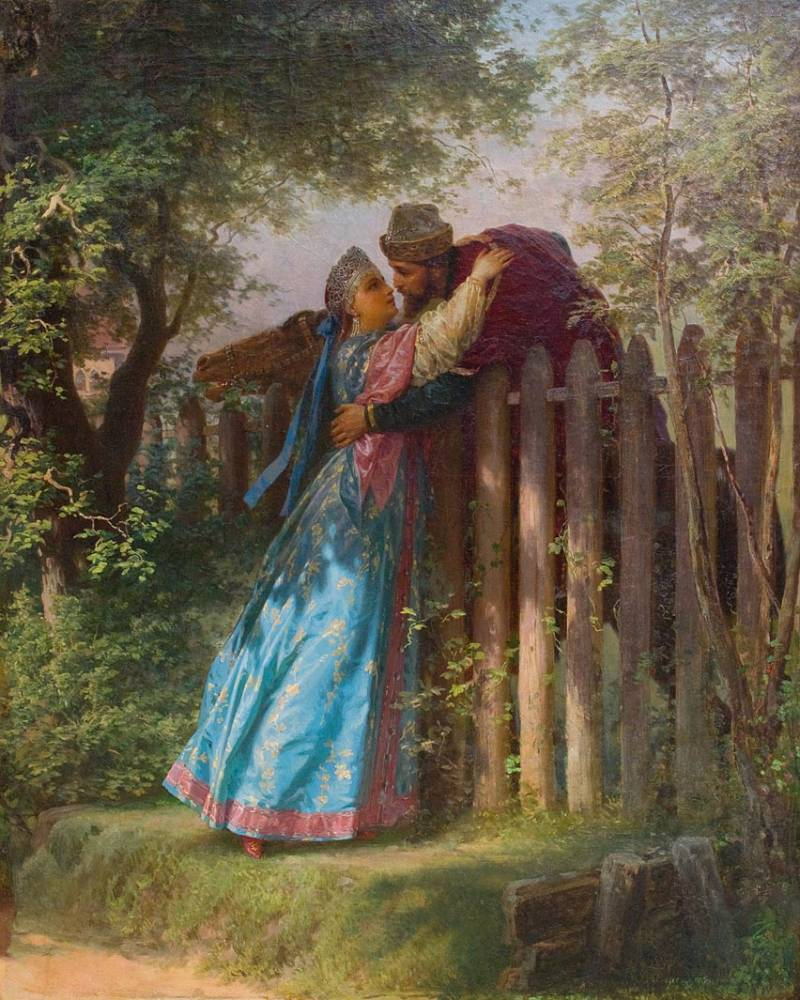
«Желанная встреча»
(художник Василий Верещагин)

Социальные правила, касающиеся свидания, значительно изменяются в зависимости от страны, социального класса, религии, возраста, сексуальной ориентации и пола. Модели поведения, как правило, неписаные и постоянно меняются. Существуют значительные различия между социальными и личными ценностями. В каждой культуре есть особые нормы, которые определяют выбор: где люди могли бы встретиться, спрашивает ли мужчина у женщины разрешения удалиться, приемлемо ли целоваться на первом свидании, содержание разговора, кто должен платить за еду или развлечения, допустимо ли поделить расходы. Поскольку свидание может быть стрессовой ситуацией, есть возможность снизить напряжённость юмором.

## Другие значения слова
Хотя термин «свидание» имеет несколько значений, обычно он относится к самой встрече и участию по взаимному согласию в какой-либо совместной социальной активности. Например, есть такие выражения, как свидание с семьей, деловое свидание и так далее. Свиданием также называют посещение человека, который находится в больнице, закрытом учебном заведении, тюрьме и т. п.